# Jonathan Vance
Jonathan Vance est un militaire de carrière canadien et a été le chef d'état-major des Forces armées canadiennes 17 juillet 2015 au 14 janvier 2021. En février 2021, il fait l'objet d'allégations d'inconduite sexuelle; il a plaidé coupable d'entrave à la justice en mars 2022 en lien avec la femme l'accusant d'inconduite sexuelle.

## Biographie
Diplômé du Collège militaire Royal Roads, il fut officier d'infanterie en 1986 dans le The Royal Canadian Regiment. Puis avec les grades de major et de lieutenant-colonel, il se retrouve à l’état-major pour la planification stratégique sous les ordres du vice-chef d'État-Major de la Défense.
Il est ultérieurement affecté en Allemagne dans le cadre de missions de maintien de la paix pour l'ONU. De 2006 à 2008, il commande le 1er Groupe-brigade mécanisé du Canada à Edmonton, puis il assure la direction de la force opérationnelle de Kandahar en Afghanistan avant d'être nommé commandant du Commandement des opérations interarmées du Canada (COIC) avec le grade de lieutenant-général. Cette unité est responsable de toutes les opérations en cours, à l'exception de celles exécutés par les forces d'opérations spéciales du Canada qui relèvent du Commandement des Forces d'opérations spéciales du Canada (COMFOSCAN).
Promu général le 17 juillet 2015, il a été le Chef d'état-major de la Défense (CEMD) et second en grade seulement au commandant en chef des Forces armées canadiennes, soit la reine du Canada qui délègue habituellement ce pouvoir au gouverneur général du Canada.
Au début 2021, il a été remplacé par l'amiral Art McDonald à la tête des Forces armées canadiennes.
Selon le témoignage de l'« ancien ombudsman militaire Gary Walbourne » devant le « Comité de la défense nationale des Communes » le 19 février 2021, Jonathan Vance a été accusé d'inconduites sexuelles en 2018. Ces allégations, qui n'ont pas été confirmées, auraient été connues du ministre de la Défense, Harjit Sajjan, dès 2018. L'une de ses subalternes a rapporté avoir été forcée d'avoir des relations sexuelles avec lui sous peine de sanctions ; il serait le père de deux de ses enfants, sans les reconnaître toutefois. Selon elle, Vance « agissait en toute impunité, autant dans sa vie professionnelle que dans sa vie personnelle ». Vance l'aurait intimidé dans le but de la faire taire et de ne pas témoigner devant un comité de la Chambre des communes du Canada. En juin 2021, le comité prévoit suspendre ses travaux, à cause de la fin de la session parlementaire. En juillet 2021, il est accusé d'entrave à la justice. Il aurait contacté à plusieurs reprises une femme avec qui il a eu une liaison alors qu'elle était sa subalterne pour qu'elle produise de faux témoignages.

## Décorations
| Ruban | Description                                            | Notes                                                                                              |
|       | Ordre du mérite militaire (CMM)                        | - Commandeur du mérite militaire 26 septembre 2013 - Officier du mérite militaire 28 novembre 2008 |
|       | Croix du service méritoire (CSM)                       | - Avec barrette (26 avril 2011) - 2 février 2011                                                   |
|       | Étoile de campagne générale (en)                       | - Asie du sud-ouest - Avec deux barrettes de rotation                                              |
|       | Médaille du service spécial (en)                       | - Avec la barrette "NATO"                                                                          |
|       | Médaille canadienne du maintien de la paix (en)        | |
|       | FORPRONU                                               | - Avec MiD Oakleaf 10 mars 1995                                                                    |
|       | Médaille du jubilé d'or de la reine Élisabeth II       | - 2002 - Version canadienne de cette médaille                                                      |
|       | Médaille du jubilé de diamant de la reine Élisabeth II | - 2012 - Version canadienne de cette médaille                                                      |
|       | Décoration des Forces canadiennes (CD)                 | - Avec deux agrafes                                                                                |

- Le général Vance a reçu le brevet parachutiste des forces canadienne.
- Par son poste, il sert le gouverneur général du Canada à titre d'aide de camp.